# Pohnpeifruktduva
Pohnpeifruktduva (Ptilinopus ponapensis) är en fågel i familjen duvor inom ordningen duvfåglar.

## Utseende och läte
Pohnpeifruktduvan är en färgglad duva. Adulta fåglar är purpurfärgade på hjässan och bladgröna på rygg och vingar. Stjärten har en bred citrongul spets. Ungfågeln är helgrön men med mörkare vingar. Sången består av en serie hoanden som accelererar samtidigt som den klingar av.

## Utbredning och systematik
Fågeln förekommer på öarna Chuuk och Pohnpei i ögruppen Karolinerna i Mikronesien. Tidigare behandlades den som en del av purpurpannad fruktduva (P. porphyraceus) och vissa gör det fortfarande. Den behandlas som monotypisk, det vill säga att den inte delas in i några underarter.

## Levnadssätt
Pohnpeifruktduvan är en skogslevande fågel. Den födosöker i träd och buskar, huvudsakligen på jakt efter frukt.

## Status
Arten har ett litet utbredningsområde, men beståndet anses vara stabilt. IUCN placerar den i hotkategorin livskraftig.